# The Tounes
Albums de Rock et Belles Oreilles
Le Gros Cru 2 The Sketches
L'album The Tounes, produit en 2001 pour le 20e anniversaire du groupe humoristique Rock et Belles Oreilles, comprend les meilleures chansons de ce groupe, initialement enregistrées de 1981 à 1998.
Les membres du groupe et Serge F. Lafortune ont réalisé l'album.
La même année, Rock et Belles Oreille produit également l'album The Sketches. Les deux sont réunis dans un album double, The Tounes / The Sketches, en 2006.

## Chansons
| No  | Titre                                 | Durée |
| --- | ------------------------------------- | ----- |
| 1.  | Arrête de boire                       |       |
| 2.  | Bonjour la police                     |       |
| 3.  | I Want to Pogne                       |       |
| 4.  | Ça rend rap                           |       |
| 5.  | Countery                              |       |
| 6.  | Le Tour du monde                      |       |
| 7.  | Le Feu sauvage de l'amour             |       |
| 8.  | Pourquoi se droguer?                  |       |
| 9.  | La Chanson de Rock et Belles Oreilles |       |
| 10. | Le Clito                              |       |
| 11. | C'est nono Noël                       |       |
| 12. | La Chanson du crastillon              |       |
| 13. | Repeuplons                            |       |
| 14. | Notre ami Bruno                       |       |
| 15. | Re fe le me le                        |       |
| 16. | Érotico-mocheton                      |       |
| 17. | Le Trou                               |       |
| 18. | Le clown est triste                   |       |
| 19. | Le Medley symphonique                 |       |
| 20. | C'est ta fête                         |       |

Le Clito est une parodie ou une reprise du Zizi de Pierre Perret.